# SpaceX Starship
A Starship é uma espaçonave e foguete espacial de próxima geração em desenvolvimento pela SpaceX, financiada pela iniciativa privada e composta do veículo de lançamento (Super Heavy Booster) e espaçonave (Starship) completamente reutilizáveis. Foi anunciada por Elon Musk, em setembro de 2019. A arquitetura completa do veículo inclui ambos os veículos de lançamento e espaçonave que se destinam a substituir completamente todos o hardware espacial da SpaceX no início da década de 2020, bem como a infraestrutura terrestre para o rápido lançamento e relançamento, e tecnologia de transferência de combustíveis em gravidade zero, para ser implantado em órbita baixa da Terra (LEO). A grande carga útil para a órbita da Terra é de até de 150 000 kg o que faz Starship um super heavy-lift veículo de lançamento. A fabricação do primeiro protótipo de upper stage/espaçonave começou no início de 2019, e a nave começou a ser testada também no final de 2019.
O sistema Starship é planejado para substituir os veículos de lançamento Falcon 9 e Falcon Heavy, assim como a cápsula Dragon, mirando inicialmente no mercado de lançamento para órbita terrestre, mas explicitamente incluindo capacidades para suportar voos espaciais de longa duração em ambiente cislunar e de transporte a Marte. A SpaceX espera que dessa forma trazer redução de custos considerável que irão ajudar a empresa a justificar os custos de desenvolvimento e construção do sistema Starship.
SpaceX tinha imaginado inicialmente um design maior para a parte interplanetária das suas ambições de voos espaciais. O design inicial do veículo foi apresentado em setembro de 2016 como parte da visão de Musk para um sistema de transporte interplanetário (ITS, Interplanetary Transport System). O veículo ITS tinha sido projetado com diâmetro central de 12m, enquanto o projeto do Starship foi reduzido para 9m, levando apenas metade da carga até LEO com apenas 42 porcento do empuxo de decolagem. Além disso, enquanto o ITS era completamente destinado ao Trânsito Terra-Marte e outros usos interplanetários, a SpaceX pivotou em 2017 para um plano que iria suportar todas capacidades de serviço de lançamento com um único conjunto de veículos de 9 metros: órbita terrestre, orbita lunar, viagem interplanetária e potencialmente até transporte intercontinental de passageiros na Terra.
Mas o desenvolvimento começou bem antes, em 2012 a SpaceX vem fabricando os motores de foguete Raptor que serão utilizados para ambos os estágios do veículo de lançamento Starship, e o veículo completamente reusável fará uso da tecnologia de reusabilidade que a SpaceX tem desenvolvido desde 2011. Testes de motor começaram em 2016 já que projetos de motores tem tipicamente tem lead times mais longos que outras partes principais de um novo veículo de lançamento. Em 2018, uma nova instalação para fabricar veículos está em construção. A fabricação da primeira nave estava ocorrendo desde o início de 2019, com o primeiro voo suborbital realizado em 2020. O objetivo declarado publicamente de iniciar lançamentos de Starships cargueiros para Marte para o início de 2024-2030, seguido pelo primeiro voo tripulado para Marte um período sinódico depois de 2030.

## Desenvolvimento

### Primeiro voo experimental da SpaceX Starship
Após uma tentativa de lançamento cancelada em 17 de abril devido a uma válvula congelada, Booster 7 e Ship 24 decolaram em 20 de abril de 2023 às 14h33 UTC no primeiro teste de voo orbital que terminou em falha. Durante o voo, a espaçonave não conseguiu se separar do propulsor e o foguete foi intencionalmente destruído pelo sistema de terminação de voo. O planejado era a espaçonave ter continuado a voar com sua rota terrestre passando pelo Estreito da Flórida, com um forte mergulho no Oceano Pacífico a cerca de 100 km a noroeste da ilha Kauai, no arquipélago do Havaí, tendo feito quase uma volta ao redor da Terra.

### Segundo voo experimental da SpaceX Starship
Em 18 de novembro de 2023, o Booster 9 e Ship 25 decolaram da plataforma. Todos os 33 motores raptor funcionaram até a separação de estágios, onde o segundo estágio se separou com sucesso, afastando-se do primeiro estágio. Após a separação, o booster Super Heavy completou sua manobra de giro e iniciou a queima de retorno, antes de explodir.A perda do veículo ocorreu após três minutos e meio de voo, a uma altitude de aproximadamente 90 km sobre o Golfo do México. O segundo estágio continuou até atingir uma altitude de ~150 quilômetros (93 mi), após mais de oito minutos de voo, e antes do desligamento dos motores, a telemetria foi perdida. A SpaceX disse que um comando acionado destruiu o segundo estágio antes de atingir sua órbita planejada ou de tentar a reentrada atmosférica.

### Terceiro voo experimental da SpaceX Starship
Em 14 de março de 2024, o Booster 10 e Ship 28 foram lançados da StarBase, em Boca Chica.

### Quarto voo experimental da SpaceX Starship
Em 6 de junho de 2024, o Booster 11 e Ship 29 foram lançados da StarBase, em Boca Chica. Os objetivos para o voo de teste eram que o propulsor Super Heavy pousasse em uma "torre virtual" no oceano, e que a Ship sobrevivesse ao pico de aquecimento durante a reentrada atmosférica.  O teste de voo foi bem-sucedido em ambos os aspectos, com o Super Heavy conseguindo um splashdown suave no mar do golfo do México e a Ship sobrevivendo à reentrada atmosférica e um splashdown controlado.

### Quinto voo experimental da SpaceX Starship
Em 13 de outubro de 2024, o Booster 12 e Ship 30 foram lançados da Starbase, em Boca Chica. Este lançamento é notável por ser a primeira vez que um foguete de classe orbital foi capturado no ar, após lançar o estágio superior da Starship em uma trajetória suborbital em direção a um mergulho no Oceano Índico, o propulsor Super Heavy se virou e disparou seus motores Raptor para retornar ao local de lançamento. Conforme o propulsor se aproximava da plataforma de lançamento, ele desacelerou para quase pairar no ar e fez uma manobra de deslizamento horizontal para se alinhar com dois enormes braços "chopstick" na torre de lançamento, apelidados de "Mechazilla". Os braços então se fecharam ao redor do propulsor antes que os motores desligassem.

### Sexto voo experimental da SpaceX Starship
Em 19 de novembro de 2024, o Booster 13 e Ship 31 foram lançados da Starbase, em Boca Chica. Neste lançamento, teve o mesmo perfil do quinto voo, porém, o Ship 31 teve seu escudo de calor reduzido e alterado, entrou em um ângulo maior para a reentrada testando os limites. Também houve o religamento de um motor Raptor no espaço, foi lançado em um horário mais tarde para melhor visualização do Starship no oceano Índico de dia.

### Sétimo voo experimental da SpaceX Starship
Em 16 de Janeiro de 2025, foram lançados de Boca Chica o Booster 14 e Ship 33, o primeiro Starship V2 (Block 2) com novas mudanças. O Booster 14 retornou e foi capturado pelos braços da torre Mechazilla, porém, logo após, o S33 começou a perder seus motores e o contato foi perdido, e imagens mostraram que o Starship acabou explodindo.